# Porto di Ripetta
Porto di Ripetta var en hamnanläggning vid Tibern i Rom, belägen framför kyrkan San Girolamo degli Schiavoni i närheten av Augustus mausoleum. På denna plats hade båtar lagt till sedan antikens dagar. Påve Clemens XI gav år 1703 arkitekten Alessandro Specchi i uppdrag att rita ett hamnkomplex och ge platsen en arkitektonisk inramning. Porto di Ripetta, som invigdes den 16 augusti 1704, bestod av både konvexa och konkava trappsektioner vilka ledde ner till Tibern. Specchi hade i utformandet av hamnkonstruktionen influerats av det borrominiska formspråket. Specchi var elev till Carlo Fontana och ritade Porto di Ripetta som en kritisk kommentar till Fontanas stränga akademism. Porto di Ripetta är ett av de mest betydelsefulla arkitektoniska projekten i Rom under 1700-talet.
Resenärer, vilka anlände till Rom via Tiberfloden, hälsades av denna spektakulära trappkonstruktion, vilken förde dem från floden upp till gatuplanet. Porto di Ripetta stängdes omkring år 1874 och fyra år senare uppfördes en provisorisk järnbro, den så kallade Passerella di Ripetta, över Tibern; Porto di Ripettas förfallna rester avlägsnades år 1889 i samband med anläggandet av de nya Tiberkajerna och lungoteveri. Åren 1896–1901 uppfördes den moderna Ponte Cavour och Passerella di Ripetta revs.
Inskriptionen på Porto di Ripetta löd:

## Bilder
| - Porto di Ripetta. Gravyr av Alessandro Specchi från år 1704. - Passerella di Ripetta. Fotografi från år 1887. |